# باول دبليو. هاوسر
باول دبليو. هاوسر هو سياسي أمريكي، ولد في 12 يناير 1879 في لينكولن في الولايات المتحدة، وتوفي في 17 يونيو 1942 في سياتل في الولايات المتحدة. نشط حزبياً في الحزب الجمهوري. وقد انتخب عضو مجلس نواب واشنطن ‏.